# جيمس س. ديفر الثالث
جيمس س. ديفر الثالث (بالإنجليزية: James C. Dever III)‏ هو قاضي ومحامي أمريكي، ولد في 1962 في ليك تشارلز في الولايات المتحدة.